# ソソ・マティアシヴィリ
ソソ・マティアシヴィリ（グルジア語: სოსო მათიაშვილი、グルジア語ラテン翻字: Soso Matiashvili、1993年1月27日 – ）は、ジョージアのラグビーユニオン選手。主たるポジションはウィング、センター。ラグビー・ヨーロッパ・スーパーカップ、ブラックライオンに所属。

## 概要
2017年5月に欧州チャンピオンシップのスペイン戦で代表デビュー。続く2017年の夏季テストマッチではカナダ戦とアルゼンチン戦に出場した。
2021年、ブラックライオンに加入。